# Сероголовый виреон
Сероголовый виреон (лат. Vireo solitarius) — вид воробьинообразных птиц из семейства виреоновых. Выделяют два подвида.

## Распространение
Перелётные птицы. Ареал простирается от Канады и США до Центральной Америки.

## Описание
Оперение и размер самца и самки весьма схожи. Более того, оперение этих птиц одинаково в течение всего года и не меняется значительно во время брачного сезона. Корона на голове пронзительно голубая. Верхняя часть тела оливково-зелёная.

## Биология
Птицы преимущественно насекомоядны, но также едят фрукты и ягоды. За один брачный сезон самка откладывает 3-5 яиц, по одному в день. Срок их насиживания составляет примерно 14 дней. Из-за атак голубых соек, врановых и белок, выживают лишь 10-30 % птенцов. Родители вместе защищают гнездо.

## Консервация
С 1970-х популяция этих птиц растёт. МСОП присвоил виду охранный статус LC.